# Daya Nueva
Daya Nueva è un comune spagnolo situato nella comunità autonoma Valenciana.